# Radio Télévision Niger
Radio Télévision Niger, nota anche con l'acronimo RTN, è l'ente radiotelevisivo pubblico del Niger. Trasmette dalla capitale Niamey in francese.

## Storia
Sotto l'amministrazione coloniale francese nacque in Niger nel 1960 la stazione radiofonica Voix du Sahel e nel 1964 il canale televisivo Télé Sahel.
A gennaio 1967 la Ocora Radio France, organismo di cooperazione radiofonica e di diffusione delle musiche del mondo, abbandonò la gestione diretta della radiotelevisione nei Paesi africani e consegnò le varie società ai relativi Stati.
Il Ministero della Cultura, delle Arti e della Comunicazione del Niger scelse di farne un ente pubblico sotto la sua supervisione, dandogli il nome di "Office de radiodiffusion et télévision du Niger" (ORTN) l'11 febbraio dello stesso anno, fondendo radio e TV in un'unica società.
In qualità di organismo indipendente, ORTN godeva di un'ampia autonomia di gestione del proprio budget, di libertà di movimento e di decisione. 
Il Ministero dell’Informazione assicurava l'assistenza tecnica e il Ministero delle Finanze l'assistenza finanziaria. Inoltre, ORTN era autorizzata a intraprendere proprie iniziative per autofinanziarsi e ad avvalersi di aiuti esterni (dall’OCORA, dalle ambasciate, da gruppi radiotelevisivi stranieri come BBC, NHK, Kol Israel, Deutsche Welle e altri), anche in termini di materiali..
Ad aprile 2000 il settore della radiotelevisione in Niger fu completamente liberalizzato, permettendo la nascita di numerosi canali privati. 
La ORTN reagì creando a sua volta una seconda rete, Tal TV, che cominciò a trasmettere nel 2001 e che dal 2004 passò anche alle trasmissioni via satellite. 
Dal marzo 2007, quando nacque il Conseil de Presse, un'istituzione che ha il compito di monitorare gli standard etici dei mass media nigerini e eventualmente di sanzionarli, la ORTN ottenne una rappresentanza di 2 membri su 7 complessivi.
Ad aprile 2022, su decreto del Consiglio dei Ministri, le attività di produzione e di distribuzione di ORTN sono state riorganizzate separatamente e l'azienda ha cambiato nome in Radio Télévision Niger (RTN).

## Servizi

### Televisione
| Nome       | Sede   | Тipo        | Lancio | Lingua   |
| ---------- | ------ | ----------- | ------ | -------- |
| Télé Sahel | Niamey | generalista | 1964   | francese |
| Tal TV     | Niamey | generalista | 2001   | francese |

### Radio
| Nome          | Sede   | Тipo        | Lancio | Lingua   |
| ------------- | ------ | ----------- | ------ | -------- |
| Voix du Sahel | Niamey | generalista | 1958   | francese |

## Ricezione

### Digitale terrestre
Radio Télévision Niger trasmette in standard DVB-T HD.

### Satellite[5]
| Satellite          | Badr 8     | Badr 8     | Eutelsat 9B | SES 4      |
| Posizione orbitale | 26.0° E    | 26.0° E    | 9.0° E      | 22.0° W    |
| Canali             | Télé Sahel | Télé Sahel | Télé Sahel  | Télé Sahel |
| Frequenza          | 4085 L     | 4099 L     | 12034 V     | 10986 V    |
| SR                 | 3330       | 20000      | 27500       | 45000      |
| FEC                | 3/4        | 2/3        | 3/4         | 3/4        |
| Modulazione        |            | 8PSK       | 8PSK        | QPSK       |

### Streaming
Radio Télévision Niger in streaming.